# Iwata, Shizuoka
Iwata (tiếng Nhật: 磐田市, đọc là I-va-ta) là một thành phố thuộc tỉnh Shizuoka của Nhật Bản.

## Hình ảnh

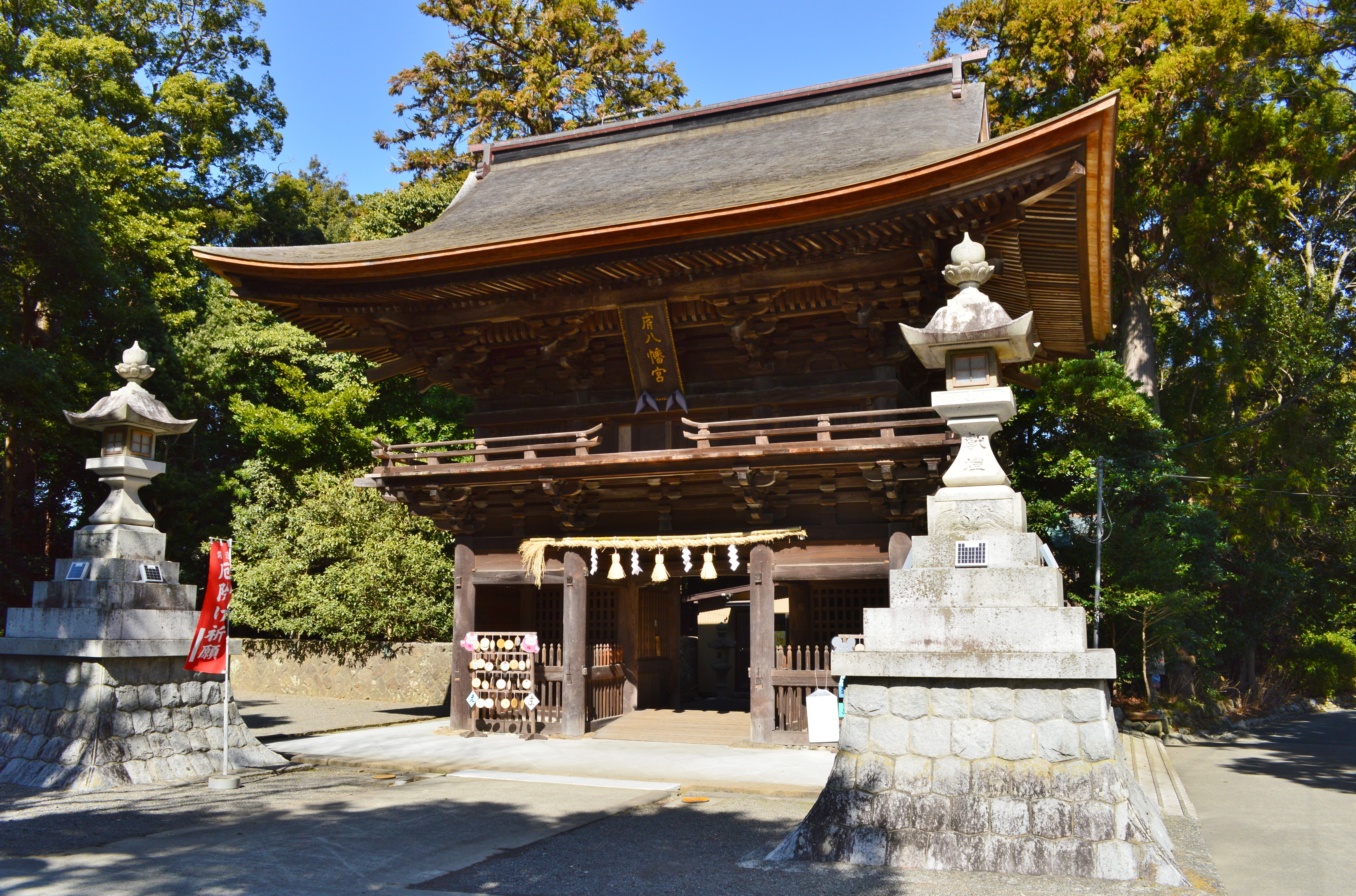
府八幡宮
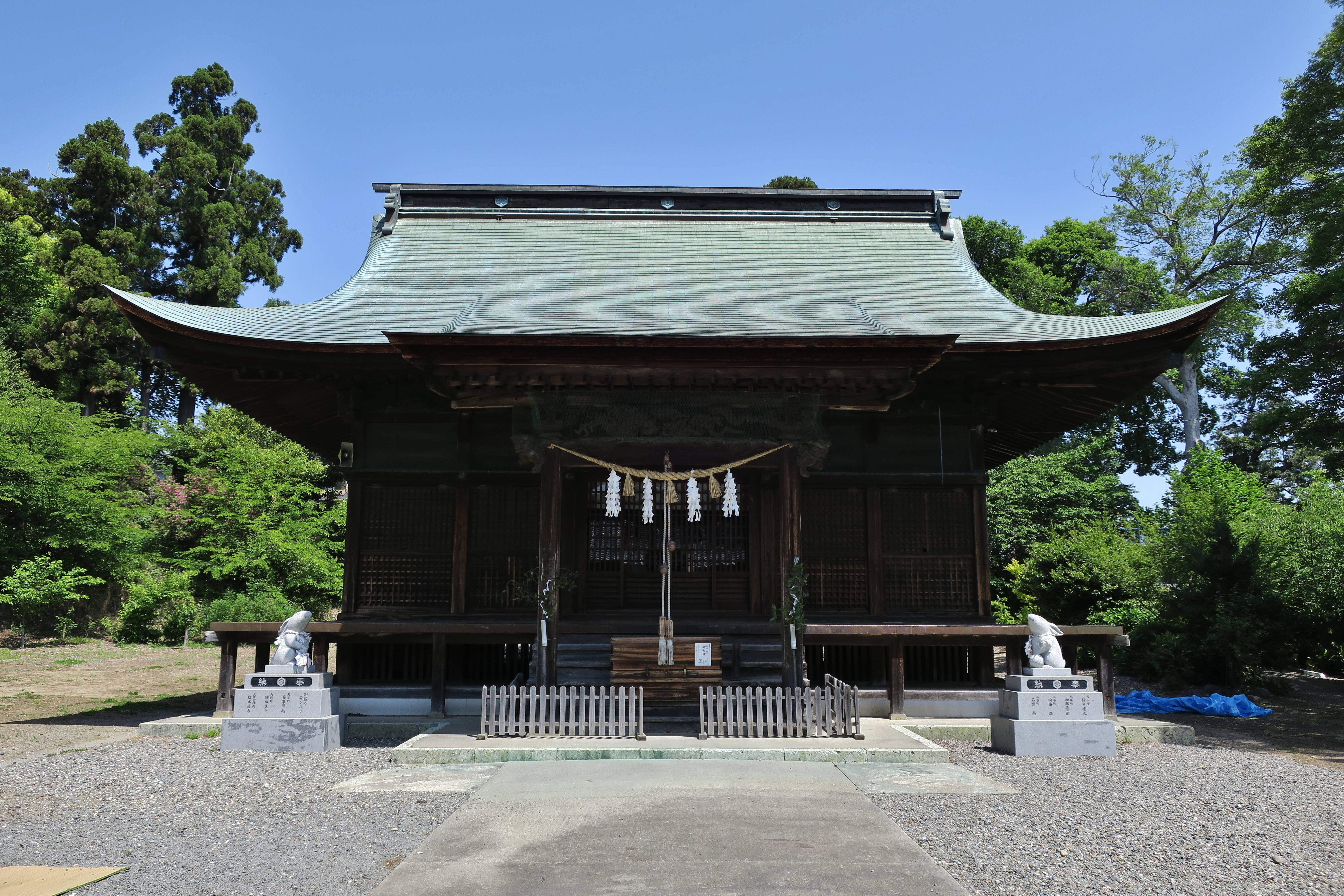
淡海國玉神社
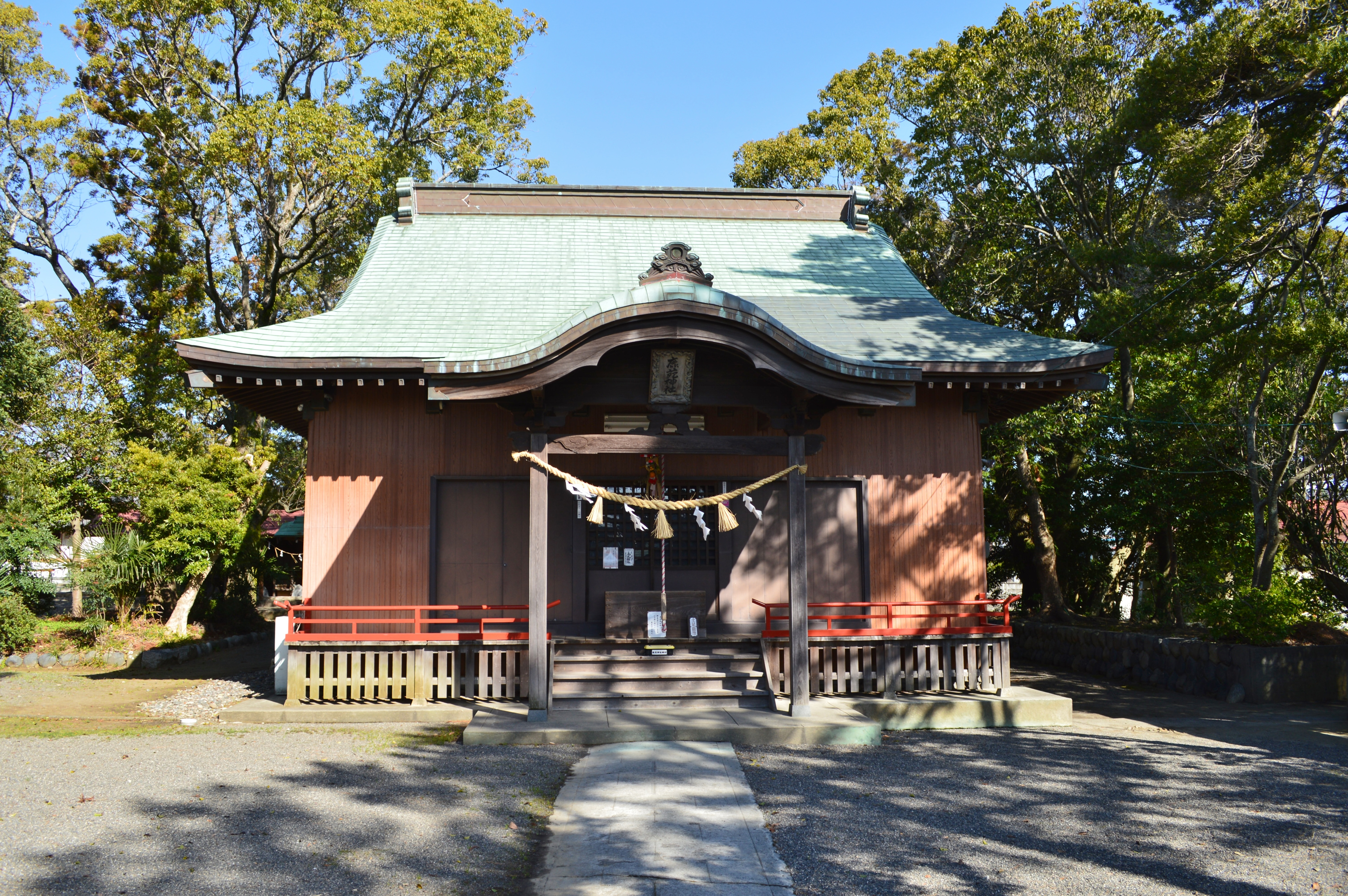
鹿苑神社
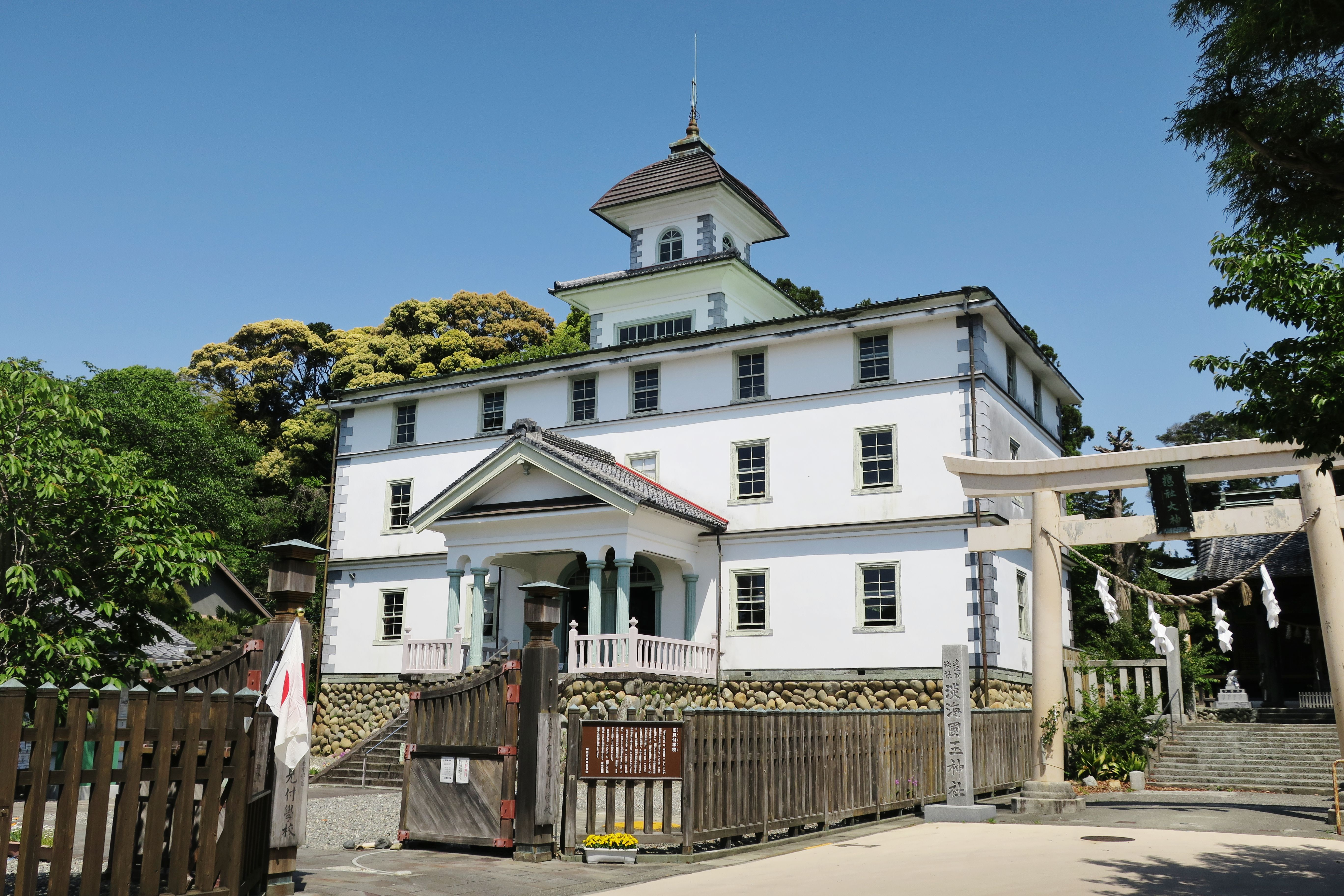
旧見付学校
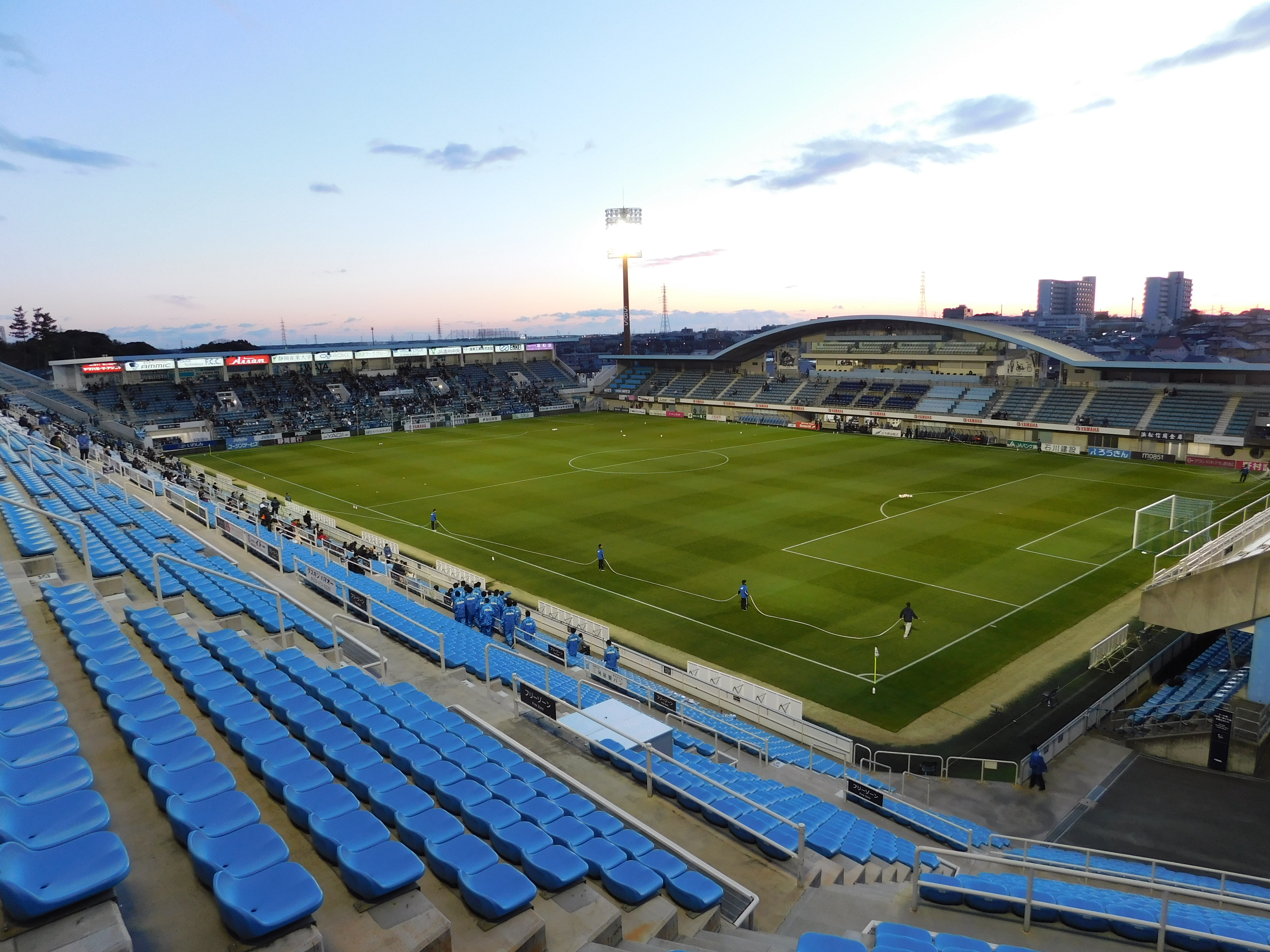
ヤマハスタジアム
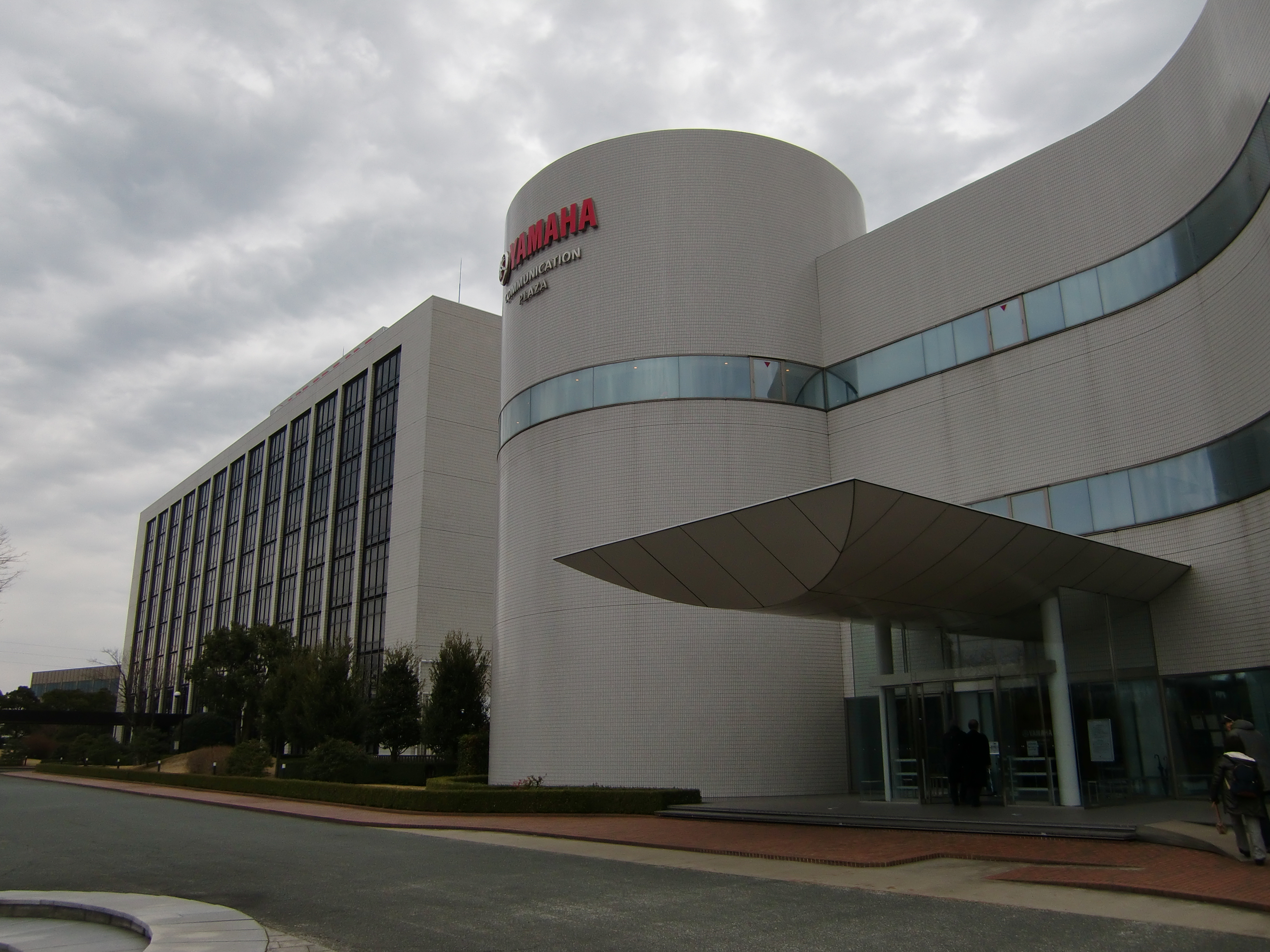
ヤマハ・コミュニケーションプラザ
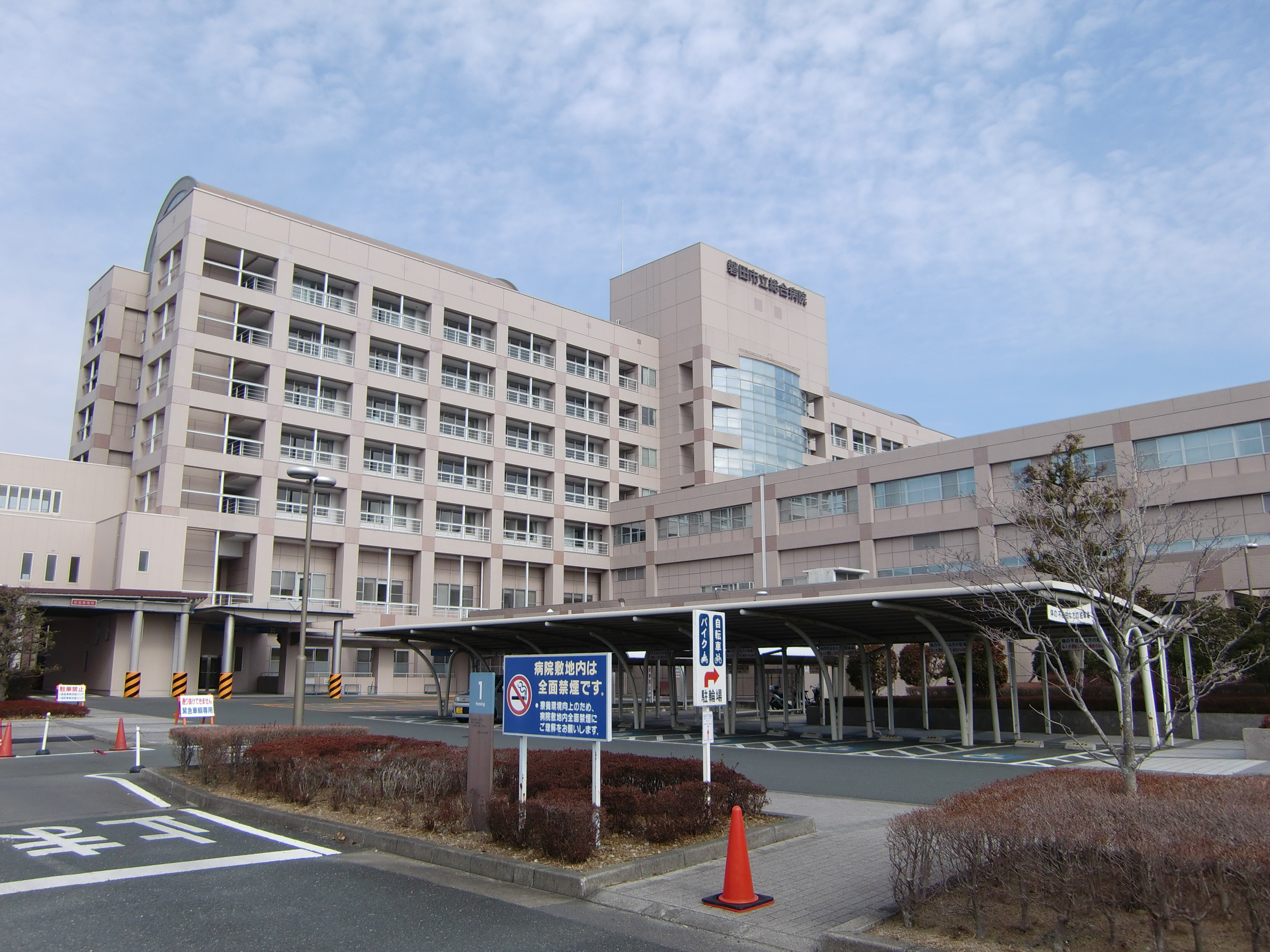
磐田市立総合病院
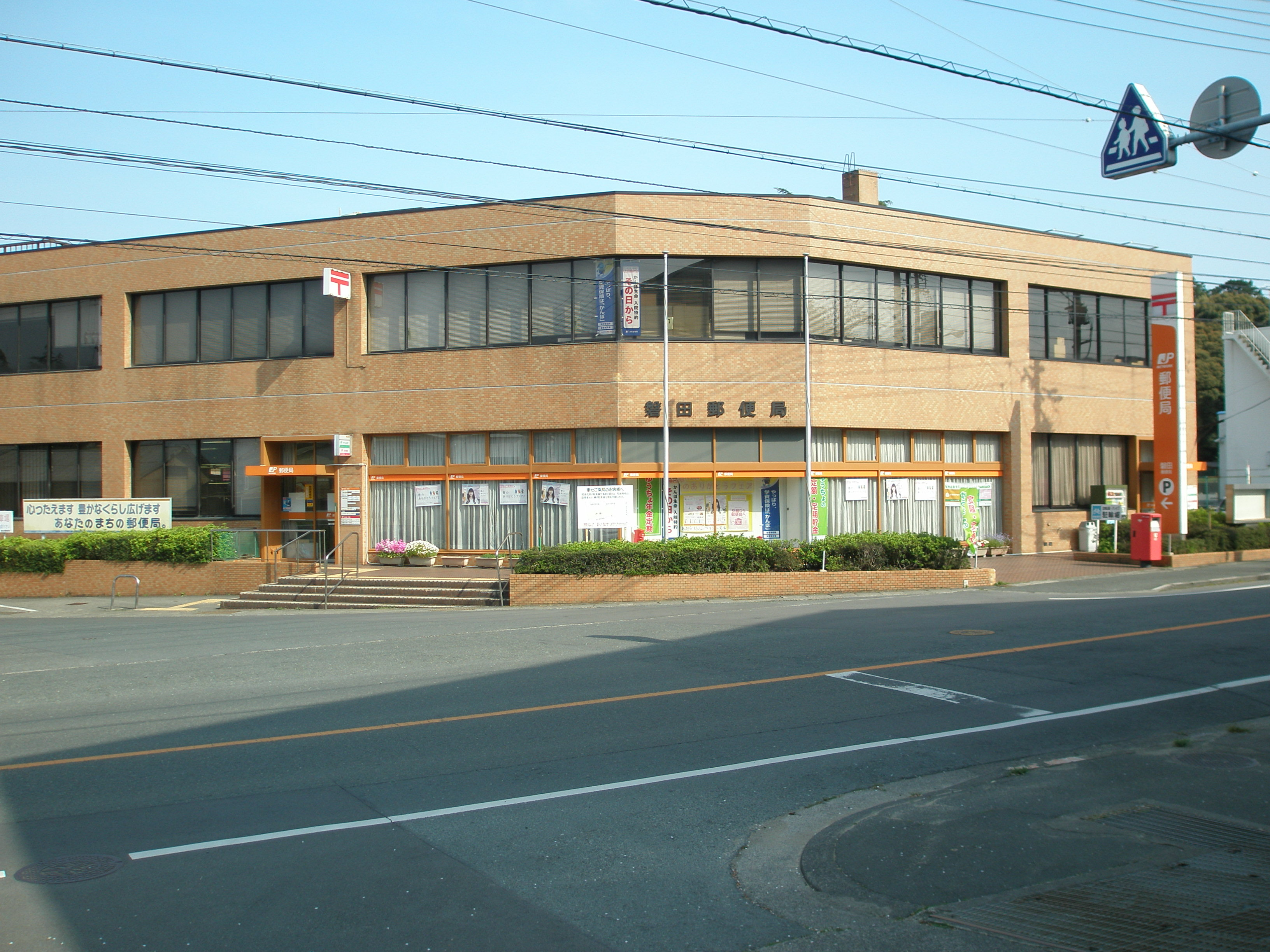
磐田郵便局